# Diocesi di Kansas City-Saint Joseph

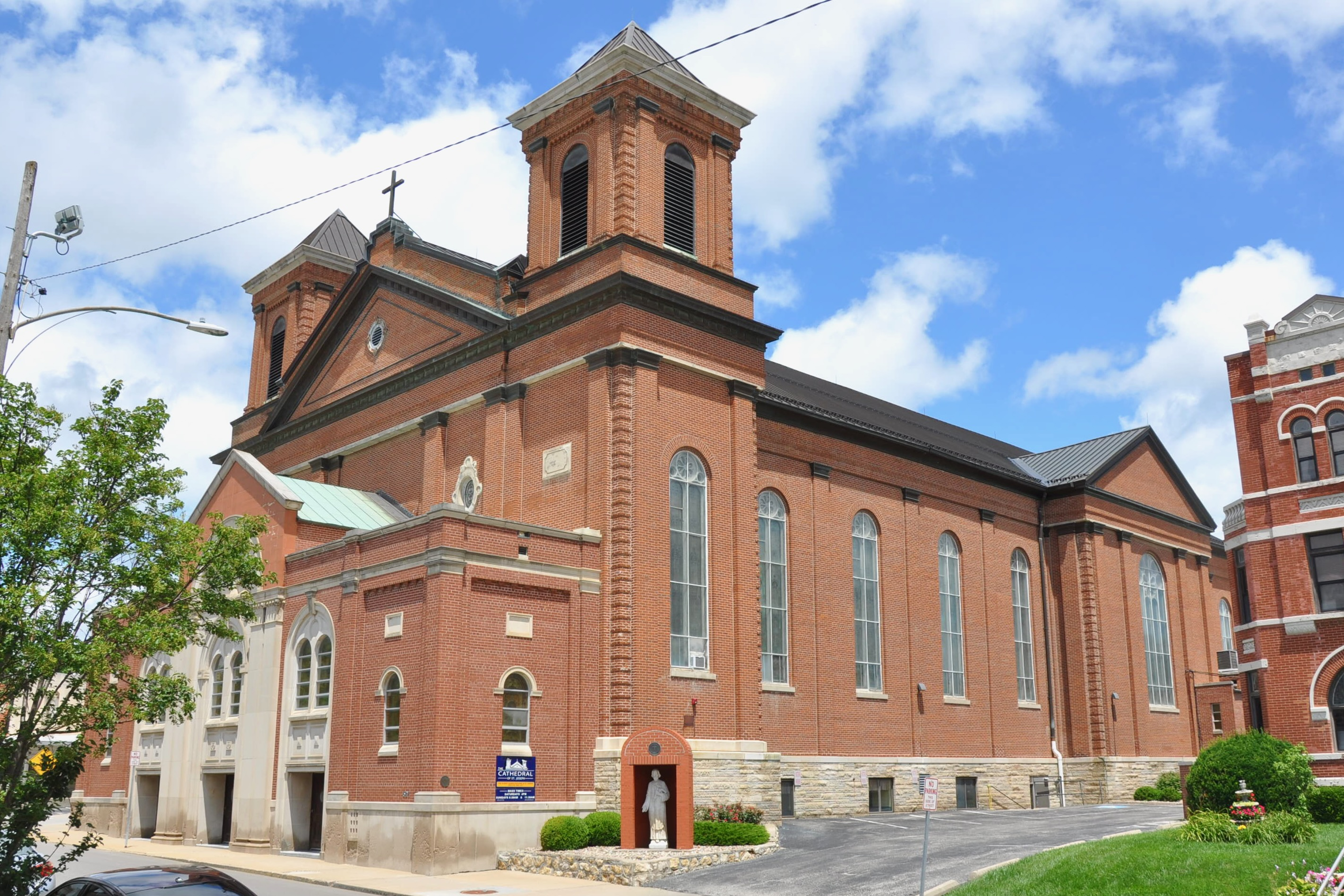
Concattedrale di San Giuseppe.

La diocesi di Kansas City-Saint Joseph (in latino Dioecesis Kansanopolitana-Sancti Josephi) è una sede della Chiesa cattolica negli Stati Uniti d'America suffraganea  dell'arcidiocesi di Saint Louis. Nel 2023 contava 120.756 battezzati su 1.583.646 abitanti. È retta dal vescovo James Vann Johnston.

## Territorio
La diocesi comprende 27 contee del Missouri, negli Stati Uniti d'America: Andrew, Atchison, Bates, Buchanan, Caldwell, Carroll, Cass, Clay, Clinton, Daviess, DeKalb, Gentry, Grundy, Harrison, Henry, Holt, Jackson, Johnson, Lafayette, Livingston, Mercer, Nodaway, Platte, Ray, St. Clair, Vernon e Worth.
Sede vescovile è la città di Kansas City, dove si trova la cattedrale dell'Immacolata Concezione (Cathedral of the Immaculate Conception). A Saint Joseph si trova la concattedrale di San Giuseppe (Saint Joseph). A Conception sorge la basilica minore dell'Immacolata Concezione, chiesa dell'omonima abbazia benedettina.
Il territorio si estende su 40.239 km² ed è suddiviso in 86 parrocchie.

## Storia
La diocesi di Saint Joseph fu eretta il 3 marzo 1868 con il breve Summi apostolatus di papa Pio IX, mentre quella di Kansas City il 10 settembre 1880 con il breve Catholicae rei provehendae di papa Leone XIII. Entrambe ricavarono il proprio territorio da quello dell'arcidiocesi di Saint Louis, di cui furono rese suffraganee. Le due diocesi assieme coprivano all'incirca la parte occidentale dello Stato del Missouri.
Quando fu eretta la diocesi di Kansas City, vi fu nominato come primo vescovo John Joseph Hogan, già vescovo di Saint Joseph, nominato contestualmente amministratore apostolico della sua antica sede fino al 1893.
Il 16 giugno 1911 la diocesi di Saint Joseph si ampliò, incorporando altre porzioni territoriali dell'arcidiocesi di Saint Louis.
Il 2 luglio 1956 per effetto della bolla Ex quo die di papa Pio XII la diocesi di Kansas City cedette porzioni del suo territorio a vantaggio dell'erezione delle diocesi di Jefferson City e di Springfield-Cape Girardeau. Alla nuova diocesi di Jefferson City fu aggregata anche una cospicua porzione del territorio della diocesi di Saint Joseph. Ciò che restava di quest'ultima diocesi fu annesso alla diocesi di Kansas City, che contestualmente assunse il nome attuale.
Nel 2008 la diocesi ha concluso un accordo extragiudiziale per chiudere i processi intentati da 47 vittime di abusi sessuali da parte di 12 sacerdoti, attualmente o precedentemente in servizio nella diocesi, avvenuti tra il 1951 e il 1992. L'accordo prevedeva un onere di 10 milioni di dollari da parte della diocesi, che avrebbe dovuto continuare a garantire un'assistenza psicologica alle vittime, evitare di raccomandare i sacerdoti accusati per qualsiasi posizione e ammettere pubblicamente, sul giornale diocesano e su altri mezzi di comunicazione, gli abusi.

## Cronotassi dei vescovi
Si omettono i periodi di sede vacante non superiori ai 2 anni o non storicamente accertati.

### Vescovi di Saint Joseph
- John Joseph Hogan † (3 marzo 1868 - 10 settembre 1880 nominato vescovo di Kansas City)
  - Sede vacante (1880-1893)
- Maurice Francis Burke † (19 giugno 1893 - 17 marzo 1923 deceduto)
- Francis Gilfillan † (17 marzo 1923 succeduto - 13 gennaio 1933 deceduto)
- Charles Hubert Le Blond † (21 luglio 1933 - 2 luglio 1956 dimesso[7])

### Vescovi di Kansas City
- John Joseph Hogan † (10 settembre 1880 - 21 febbraio 1913 deceduto)
- Thomas Francis Lillis † (21 febbraio 1913 succeduto - 29 dicembre 1938 deceduto)
- Edwin Vincent O'Hara † (15 aprile 1939 - 11 settembre 1956 deceduto)

### Vescovi di Kansas City-Saint Joseph
- John Patrick Cody † (11 settembre 1956 succeduto - 10 agosto 1961 nominato arcivescovo coadiutore di New Orleans[8])
- Charles Herman Helmsing † (27 gennaio 1962 - 27 giugno 1977 dimesso)
- John Joseph Sullivan † (27 giugno 1977 - 22 giugno 1993 ritirato)
- Raymond James Boland † (22 giugno 1993 - 24 maggio 2005 dimesso)
- Robert William Finn (24 maggio 2005 succeduto - 21 aprile 2015 dimesso)[9]
- James Vann Johnston, dal 15 settembre 2015

## Statistiche
La diocesi nel 2023 su una popolazione di 1.583.646 persone contava 120.756 battezzati, corrispondenti al 7,6% del totale.
| anno                                | popolazione | popolazione | popolazione | presbiteri | presbiteri | presbiteri | presbiteri                | diaconi | religiosi | religiosi | parrocchie |
| anno                                | battezzati  | totale      | %           | numero     | secolari   | regolari   | battezzati per presbitero | diaconi | uomini    | donne     | parrocchie |
| ----------------------------------- | ----------- | ----------- | ----------- | ---------- | ---------- | ---------- | ------------------------- | ------- | --------- | --------- | ---------- |
| diocesi di Kansas City              |             |             |             |            |            |            |                           |         |           |           |            |
| 1950                                | 86.000      | 1.900.000   | 4,5         | 253        | 159        | 94         | 339                       |         | 111       | 815       | 104        |
| diocesi di Saint Joseph             |             |             |             |            |            |            |                           |         |           |           |            |
| 1950                                | 32.063      | 633.987     | 5,1         | 131        | 82         | 49         | 244                       |         | 56        | 354       | 65         |
| diocesi di Kansas City-Saint Joseph |             |             |             |            |            |            |                           |         |           |           |            |
| 1966                                | 131.942     | 1.147.702   | 11,5        | 367        | 190        | 177        | 359                       |         | 254       | 1.001     | 96         |
| 1970                                | 132.921     | 1.271.375   | 10,5        | 222        | 160        | 62         | 598                       | 1       | 102       | 280       | 95         |
| 1976                                | 138.595     | 1.271.000   | 10,9        | 394        | 144        | 250        | 351                       | 21      | 250       | 703       | 94         |
| 1980                                | 137.766     | 1.311.000   | 10,5        | 136        | 136        |            | 1.012                     | 43      | 73        | 640       | 97         |
| 1990                                | 140.139     | 1.575.600   | 8,9         | 251        | 129        | 122        | 558                       | 67      | 174       | 415       | 110        |
| 1999                                | 156.870     | 1.299.555   | 12,1        | 237        | 131        | 106        | 661                       | 59      | 38        | 329       | 84         |
| 2000                                | 163.349     | 1.299.555   | 12,6        | 218        | 117        | 101        | 749                       | 54      | 157       | 286       | 85         |
| 2001                                | 158.089     | 1.394.040   | 11,3        | 207        | 113        | 94         | 763                       | 51      | 130       | 279       | 85         |
| 2002                                | 158.000     | 1.394.040   | 11,3        | 212        | 110        | 102        | 745                       | 55      | 137       | 273       | 86         |
| 2003                                | 151.900     | 1.394.054   | 10,9        | 204        | 104        | 100        | 744                       | 53      | 130       | 307       | 85         |
| 2004                                | 144.483     | 1.394.040   | 10,4        | 194        | 103        | 91         | 744                       | 51      | 125       | 300       | 84         |
| 2005                                | 143.941     | 1.408.000   | 10,2        | 199        | 110        | 89         | 723                       | 58      | 124       | 268       | 85         |
| 2006                                | 142.392     | 1.448.752   | 9,8         | 201        | 101        | 100        | 708                       | 58      | 148       | 273       | 87         |
| 2007                                | 143.300     | 1.463.000   | 9,8         | 200        | 104        | 96         | 716                       | 63      | 146       | 270       | 87         |
| 2008                                | 143.500     | 1.468.518   | 9,8         | 186        | 101        | 85         | 771                       | 62      | 124       | 272       | 87         |
| 2009                                | 145.000     | 1.479.583   | 9,8         | 182        | 97         | 85         | 796                       | 56      | 125       | 228       | 86         |
| 2010                                | 135.966     | 1.489.890   | 9,1         | 185        | 97         | 88         | 734                       | 60      | 130       | 212       | 86         |
| 2011                                | 137.000     | 1.503.000   | 9,1         | 187        | 104        | 83         | 732                       | 58      | 123       | 207       | 87         |
| 2012                                | 137.900     | 1.513.005   | 9,1         | 181        | 98         | 83         | 761                       | 65      | 123       | 184       | 87         |
| 2013                                | 129.515     | 1.520.250   | 8,5         | 180        | 95         | 85         | 719                       | 62      | 114       | 177       | 87         |
| 2015                                | 131.400     | 1.530.829   | 8,6         | 171        | 95         | 76         | 768                       | 69      | 102       | 104       | 88         |
| 2016                                | 124.908     | 1.537.335   | 8,1         | 171        | 98         | 73         | 730                       | 67      | 97        | 94        | 88         |
| 2017                                | 123.870     | 1.513.005   | 8,2         | 168        | 100        | 68         | 737                       | 62      | 90        | 172       | 89         |
| 2018                                | 129.893     | 1.555.604   | 8,4         | 165        | 99         | 66         | 787                       | 62      | 87        | 207       | 89         |
| 2019                                | 130.940     | 1.568.149   | 8,3         | 172        | 113        | 59         | 761                       | 72      | 82        | 192       | 88         |
| 2021                                | 119.061     | 1.592.461   | 7,5         | 165        | 98         | 67         | 721                       | 73      | 94        | 177       | 87         |
| 2023                                | 120.756     | 1.583.646   | 7,6         | 164        | 97         | 67         | 736                       | 84      | 113       | 133       | 86         |